# Steinkopf (Laudenbach)
Der Steinkopf ist ein 402,1 m ü. NHN hoher und bewaldeter Berg im Vorderen Odenwald westlich der Juhöhe. Sein Gipfel liegt in der Gemarkung von Laudenbach und stellt damit die höchste Erhebung Laudenbachs dar.

## Geographische Lage
Heppenheim im Norden, Laudenbach im Süden und die Juhöhe im Osten werden mit den Straßen Bundesstraße 3, Kirchstraße, verlängert durch den Steinweg und Landesstraße 3120 zu einem Dreieck verbunden. Im Inneren dieses Dreiecks befindet sich im Westen ein Weinberg- und im Rest ein Waldgebiet. Im Osten dieses Waldgebiets hat der Steinkopf seinen Platz und stellt die höchste Erhebung des ganzen Dreiecks dar. Weitere Berge in diesem Dreieck sind der Essigkamm (231 m) bei Heppenheim und der Taubenberg (257 m) bei Laudenbach. Einige Naturdenkmale Heppenheims befinden sich auch in diesem Dreieck, das bekannteste ist die Arnoldseiche.

## Gipfelbereich

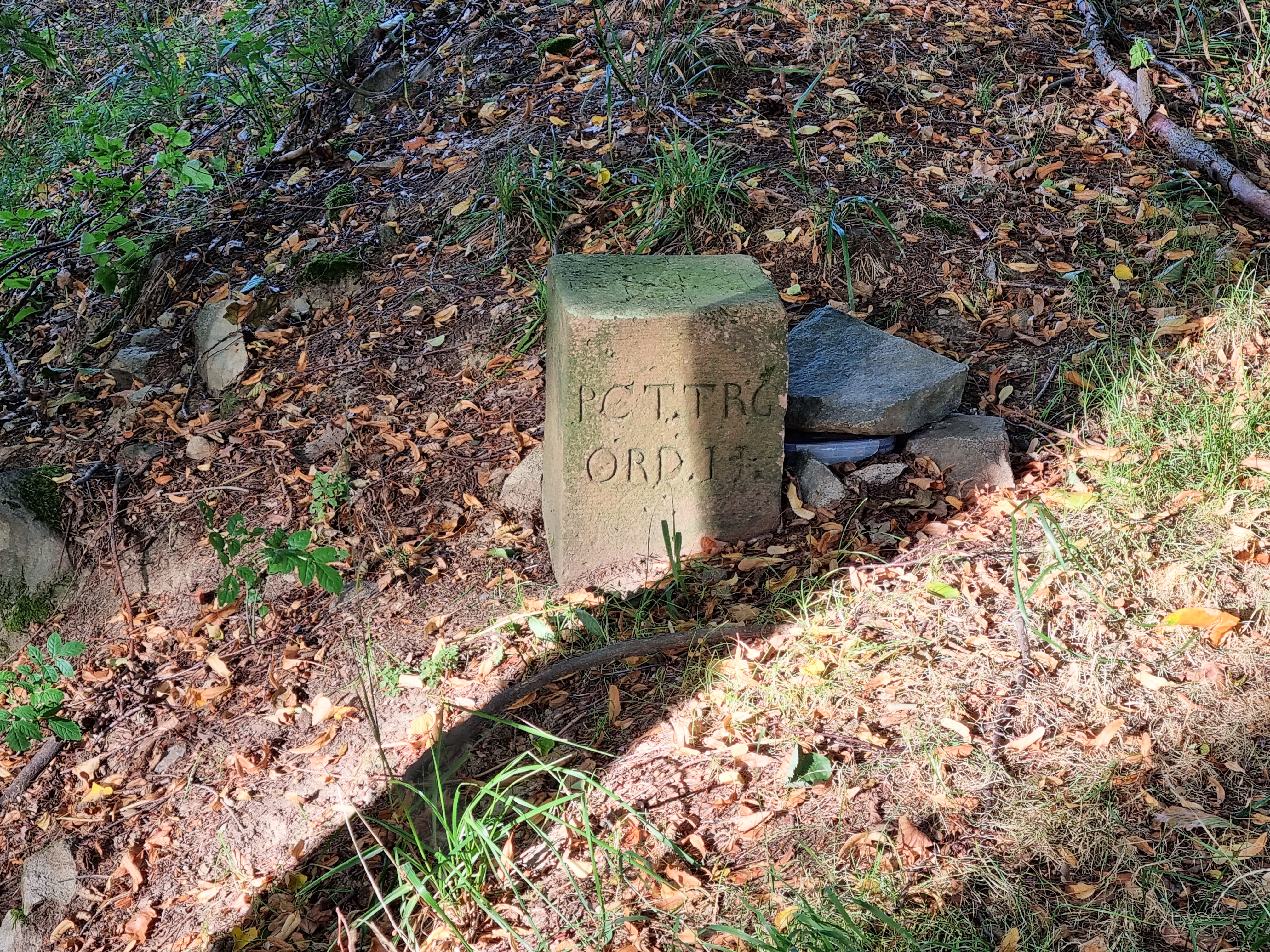
Historischer trigonometrischer Vermessungsstein auf dem Steinkopf

Auf dem Gipfel des Steinopfs befindet sich ein historischer trigonometrischer Vermessungsstein.

## Geschichte
Die ältesten menschlichen Spuren am Steinkopf reichen vermutlich zurück in die Jungsteinzeit. In den Jahren 1892, 1903 und 1928 öffneten Archäologen in der Nähe des Steinkopfes vier mit Steinkränzen eingefasste Hügelgräber und entdeckten kugelförmige Vorratsgefäße, Becher aus Ton mit Schnurverzierungen, Steinbeile und Messer aus Feuerstein. Sie ordneten die Funde den Schnurkeramikern zu, die etwa von 2500 bis 1800 v. Chr. lebten. Umstritten ist allerdings, ob sich ihre Siedlung auf dem Berg oder in einem zur Bergstraße hin orientierten Tal befand. Ebenso ungesichert ist die Datierung von, in der Nähe der Gräber gefundenen, Schlacken einer Kupferschmelze.

## Wandern
Am östlich des Berges an der Landesstraße 3120 gelegenen Wandererparkplatz An der Lee, der zur Gemarkung von Heppenheim gehört, sind drei Rundwege ausgewiesen. Der dritte trägt den Titel Um den Steinkopf und führt dem Titel folgend einmal um den Steinkopf herum. Auf diesem Weg trifft man auf die Markierung eines weiteren Wanderwegs, der zu dem Ober-Laudenbacher Wandererparkplatz Wolfslücke gehört. Dieser Rundweg trägt den Titel Steinkopf-Weg und führt unter anderem am Steinkopf entlang, auch wenn er ihn nicht umrundet. Die beiden Rundwege teilen sich einen Streckenabschnitt von einem Kilometer Länge, welcher 25 % bzw. 20 % des Gesamtrundweges ausmacht.